# Oparanthus
Oparanthus ist eine Pflanzengattung innerhalb der Familie der Korbblütler (Asteraceae). Die etwa sechs Arten kommen auf einigen zu Französisch-Polynesien gehörenden Inseln im südlichen Pazifik vor.

## Beschreibung

### Vegetative Merkmale
Die Oparanthus-Arten wachsen als Sträucher oder kleine Bäume, die Wuchshöhen von bis zu 12 Metern erreichen. Zumindest das Holz der jungen Stämme ist faserig.
Die kreuzgegenständig an den Zweigen angeordneten Laubblätter sind in Blattstiel und Blattspreite gegliedert. Die Blattstiele sind der Länge nach leicht gefaltet und ihre Basis umfasst den Zweig. Die dünnen bis relativ dicken Blattspreiten sind einfach.

### Blütenstände und Blüten
Alle Oparanthus-Arten sind funktional einhäusig getrenntgeschlechtig (monözisch). Die endständigen, erst aufrechten und später hängenden, zymischen Gesamtblütenstände bestehen meist aus drei, seltener auch aus einem oder zwei körbchenförmigen Teilblütenständen. Die gefurchten, kantigen und abgeflachten Blütenstandsschäfte sind verholzt. Im glockenförmigen Involucrum sind in einer unregelmäßigen oder in zwei bis drei abgestuften Reihen die ledrigen Hüllblätter angeordnet. Auf dem konvexen Körbchenboden sind ledrige Hüllblätter vorhanden.
Die funktional eingeschlechtigen Blüten sind vier- oder fünfzählig mit doppelter Blütenhülle. Die Blütenkörbe enthalten mehrere funktional weibliche Zungenblüten (= Strahlenblüten) und funktional männliche Röhrenblüten (= Scheibenblüten). Die weißen oder gelben länglichen Kronblätter der Zungenblüten enden in drei, seltener in zwei oder vier Kronlappen oder -zähnen. Die vierzähligen Röhrenblüten haben weiße oder gelbe Kronblätter. Die schwarzen Staubbeutel sind linealisch geformt und haben eine dreieckige Spitze. Die funktionsfähige Narbe der Zungenblüten ist zweiästig und zurückgebogen. Die Narbe der Röhrenblüten ist linealisch oder leicht keulenförmig, zweiästig und nicht funktionsfähig. In den Röhrenblüten sind die sterilen Samenanlagen reduziert. In den Röhrenblüten sind die schwarzen Staubbeutel linealisch mit etwas pfeilförmiger Basis und dreieckigem oberen Ende.

### Früchte und Samen
Die holzigen, fruchtbaren Achänen, welche sich in den Zungenblüten bilden, sind elliptisch bis annähernd elliptisch geformt und weisen einen oder zwei schmale Flügel auf. Der Flügel reicht über die Spitze der Achänen hinaus und bildet eine kräftige, kurze bis längliche Granne. Die Rippen auf der Oberfläche setzen sich gelegentlich auch als linealische Grannen fort. Die linealisch geformten Achänen, welche sich in den Röhrenblüten bilden, sind steril und weisen eine bis zwei linealische Grannen auf, welche leicht abfallen.

## Vorkommen
Das natürliche Verbreitungsgebiet der Oparanthus-Arten liegt auf einigen im südlichen Pazifik gelegenen Inseln Französisch-Polynesien. Es umfasst dort die Marquesas-Inseln sowie die zu den Austral-Inseln gehörende Insel Rapa Iti.
Alle Arten wachsen in mäßig feuchten bis feuchten Wäldern. Zwei Arten kommen auch an windigen Standorten in der Wolkenzone vor.

## Systematik

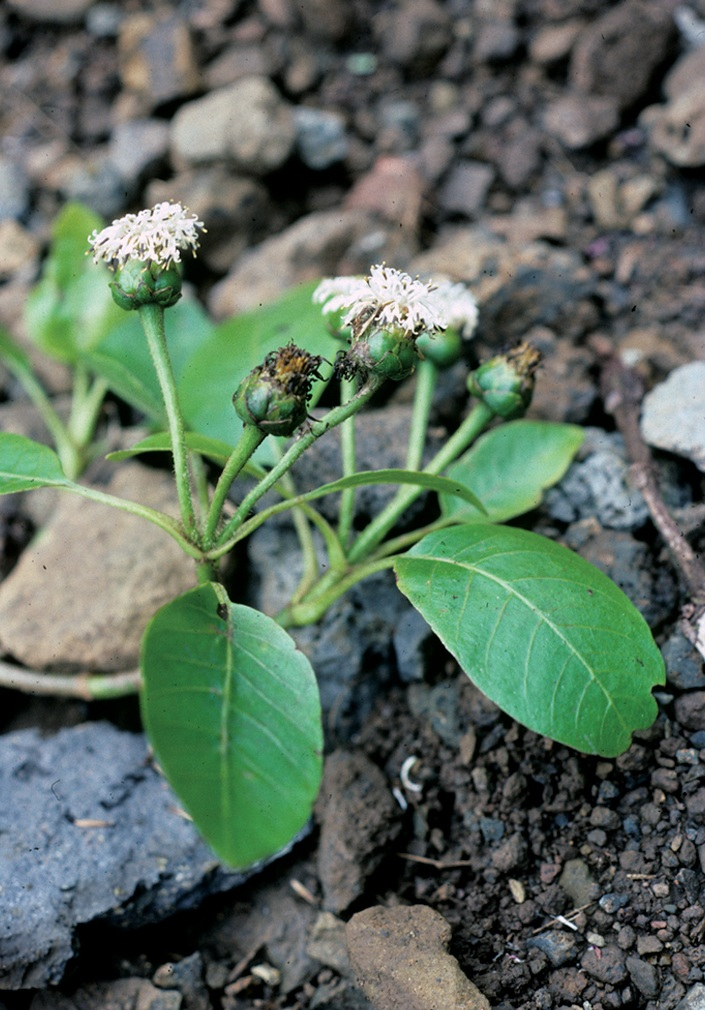
Zweig mit gegenständigen Laubblättern und Blütenständen von Oparanthus teikiteetinii

Die Gattung Oparanthus wurde im Jahr 1937 von Earl Edward Sherff in Occasional Papers of Bernice Pauahi Bishop Museum of Polynesian Ethnology and Natural History aufgestellt.
Die Gattung Oparanthus gehört zur Tribus Coreopsideae in der Unterfamilie Asteroideae innerhalb der Familie der Korbblütler (Asteraceae oder Compositae).
Die Gattung Oparanthus enthält seit 2011 sechs Arten in zwei Sektionen:
- Die vier Arten von Oparanthus sect. Albiflori R.K.Shannon & W.L.Wagner sind auf den Marquesas-Inseln heimisch:
  - Oparanthus hivoanus (O.Deg. & Sherff) R.K.Shannon & W.L.Wagner[4]
  - Oparanthus teikiteetinii (J.Florence & Stuessy) R.K.Shannon & W.L.Wagner[4]
  - Oparanthus tiva W.L.Wagner & Lorence[3]
  - Oparanthus woodii W.L.Wagner & Lorence[3]

- Die zwei Arten von Oparanthus sect. Oparanthus sind Endemiten auf der Insel Rapa Iti:
  - Oparanthus coriaceus (F.Br.) Sherff[4]
  - Oparanthus rapensis (F.Br.) Sherff[4]